# Tahar Gaïd
Tahar Gaïd, né le 22 octobre 1929 dans la commune de Timengache, à Guenzet (wilaya de Sétif) et mort le 10 juillet 2019, est un homme politique, diplomate, écrivain, révolutionnaire et militant syndicaliste algérien. Il joue un rôle essentiel dans la guerre d'indépendance algérienne en étant un proche collaborateur du chef FLN de la zone autonome d'Alger Abane Ramdane, puis en participant à la création de l'Union générale des travailleurs algériens (UGTA) en février 1956.
Il prend une part active à la fondation des rapports entre le syndicat et le parti du Front de libération nationale (FLN). Il devient un acteur important de la diplomatie algérienne et influence sur le plan politique des activistes telles que Malcolm X.
Érudit sur le plan religieux, Tahar Gaïd est l'auteur de plusieurs ouvrages sur l'islam.

## Formation
Tahar Gaïd naît le 22 octobre 1929 à Timengache, un village d'Aït Yaâla, près de Guenzet (wilaya de Sétif). Il est le frère de Malika Gaïd et de Mouloud Gaïd.
Tahar Gaïd fait ses études au lycée public franco-musulman, aussi appelé madrasa, à Constantine puis à Alger. Par la suite, il officie en tant qu'enseignant à Palikao, dans l'Oranie. Il s'engage rapidement auprès du Parti du peuple algérien-Mouvement pour le triomphe des libertés démocratiques (PPA-MTLD), alors mené par Messali Hadj.

## Résistant à l'administration coloniale
Pendant la guerre d'indépendance algérienne, Tahar Gaïd s'engage de manière active dans la résistance aux forces françaises. Collaborateur d'Abane Ramdane, celui-ci le nomme responsable d'un secteur important d'Alger. Parmi ses missions, il a eu la tâche, accompagné de son ami Amara Rachid, qu'il avait présenté à Abane, de rencontrer Ferhat Abbas pour lui demander de rejoindre le FLN. Il participe à la création de l'Union générale des travailleurs algériens (UGTA) en février 1956. Il est arrêté par l'administration coloniale française le 29 mai 1956.

## Activités et engagements au service de l'Algérie indépendante

### Parcours au sein de l'enseignement
De 1962 à 1963, Tahar Gaïd officie au sein du lycée Hassiba Ben Bouali d'Alger en tant que professeur d'arabe. Pendant cette période, il devient également secrétaire général du syndicat des enseignants ainsi que secrétaire national de l’UGTA, chargé de l’orientation.

### Carrière diplomatique
- Ambassadeur d'Algérie au Ghana
- Ambassadeur d'Algérie en Tanzanie

### Influence internationale sur l'anticolonialisme et la lutte contre la ségrégation raciale

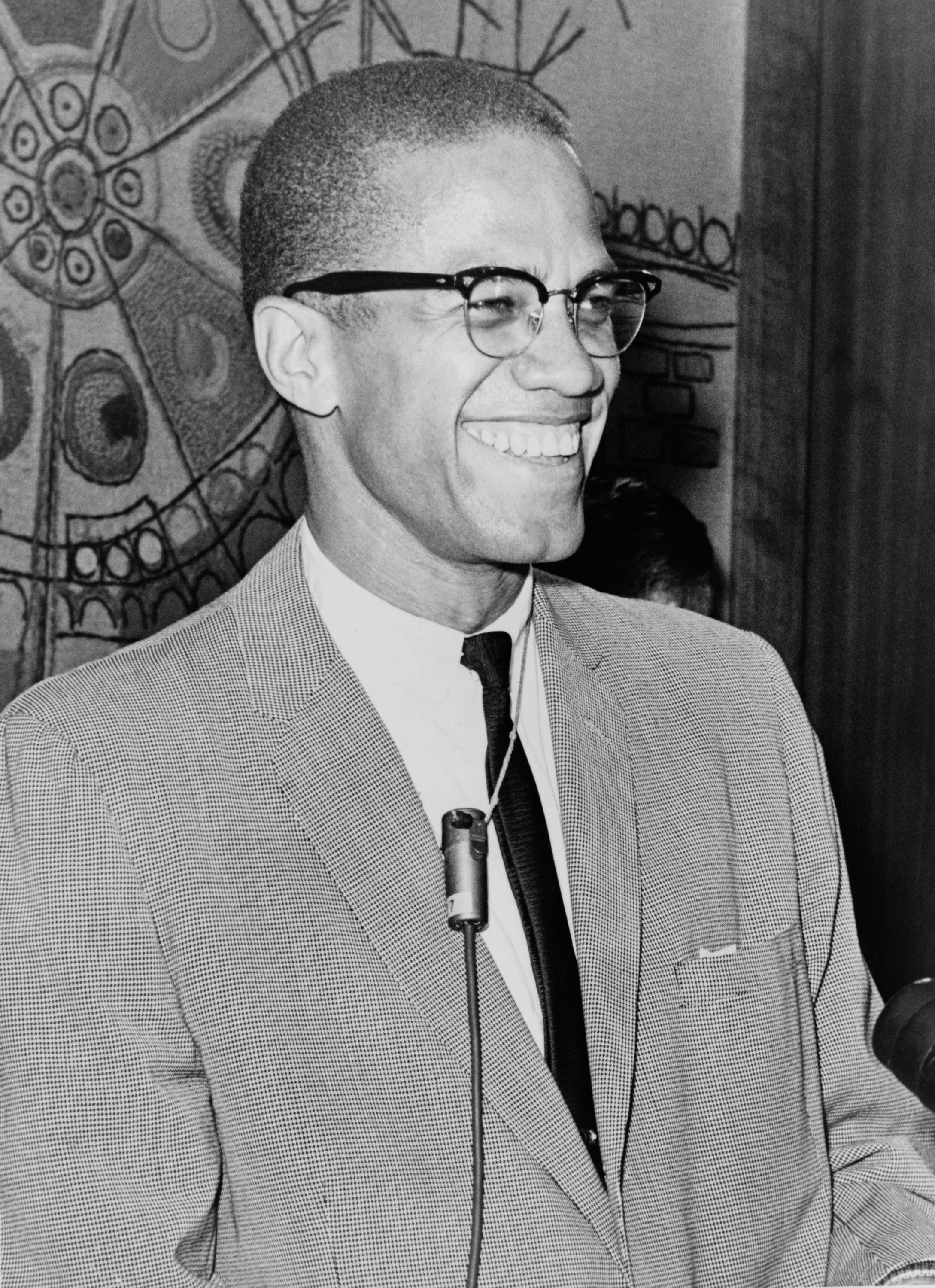
Le célèbre militant afro-américain Malcolm X prit conseil auprès de Tahar Gaïd sur la façon de lutter contre la ségrégation raciale aux États-Unis.

Dans le cadre de ses fonctions d'ambassadeur et au vu de sa renommée en tant qu'acteur de l'indépendance, Tahar Gaïd rencontre de nombreuses personnalités politiques et idéologiques de la lutte contre le colonialisme. Ainsi, il rencontre Che Guevara, Fidel Castro, l'indépendantiste nigérien Djibo Bakari ou encore Mohamed Ali.
En mai 1964, le célèbre militant des droits civiques afro-américain Malcolm X, de retour d'un pèlerinage à La Mecque, demande à rencontrer à Accra Tahar Gaïd, qui jouit d'un véritable prestige en tant qu'acteur politique de la guerre d'indépendance algérienne. Lors de leur rencontre, les deux hommes échangent sur la manière dont la communauté afro-américaine devrait atteindre l'égalité des droits, dans un contexte de ségrégation raciale aux États-Unis. Tahar Gaïd conseilla à Malcolm X de mettre fin à sa conception radicale de la lutte contre la ségrégation raciale, en montrant les limites de l'afro-nationalisme tel qu'alors conceptualisé par le militant.
Malcolm X écrira à plusieurs reprises que sa rencontre avec Tahar Gaïd eut une influence profonde sur sa conception de la lutte pour la promotion des droits humains des Noirs américains. L'activiste américain s'exprima redevable envers Tahar Gaïd lorsqu'il rencontra à nouveau l'ambassadeur algérien au Caire en ces mots : « J'ai suivi votre conseil » (I followed your advice).

## Ouvrages
- Dictionnaire élémentaire de l’Islam, Office des publications universitaires, Alger, 1986.
- Réflexion sur la pensée islamique, Office des publications universitaires, Alger, 1991[8]
- La-Fâtiha : étude et exégèse de la sourate d'ouverture du Coran : (tafsîr sûrat al fâtiha), Iqra - Éditions de la Ruche, Paris, 2001[9]
- Al-Baqara : étude et exégèse de la deuxième sourate (la Vache), Iqra - Éditions de la Ruche, Paris, 2001[10]
- La femme musulmane dans la société, Iqra, Paris, 2003[11]
- La femme musulmane dans la société. Volume II, Droit familial et social, Iqra, Paris, 2003[12]
- Réflexion sur la création de l'homme et ses implications dans la vie, Universel, Paris, 2004[13]
- La maison du prophète : Ses filles, ses épouses et leur environnement féminin, Iqra, Paris, 2004[14]
- Les femmes dans le Coran : récits, études et analyses à la lumière de la tradition musulmane, Iqra, Paris, 2005[15]
- Encyclopédie thématique de l'Islam, Iqra, Paris, 2010[16]
- Souvenirs et impressions d'une vie heureuse malgré les peines, Samar, Alger, 2016[17]
- Les miracles du Coran, Thala Éditions, El-Biar (Alger), 2016[18]